# Ngày Tử đạo (Ấn Độ)
Ở Ấn Độ có năm ngày được tuyên bố là Ngày Tử đạo hay Ngày Liệt sĩ (ở cấp quốc gia còn được gọi là ngày Sarvodaya). Ngày được đặt ra để vinh danh những người được công nhận là chết hi sinh cho quốc gia.

## 30 tháng 1
Ngày 30 tháng 1 là ngày quan trọng ở cấp quốc gia. Ngày này được chọn vì nó đánh dấu vụ ám sát Mohandas Karamchand Gandhi  vào năm 1948, bởi Nathuram Godse. Vào ngày này, tổng thống, phó tổng thống, thủ tướng, bộ trưởng quốc phòng và ba tham mưu trưởng quân đội tập trung tại Samadhi tại đài tưởng niệm Raj Ghat và đặt vòng hoa trang trí với nhiều màu. Các nhân viên lực lượng vũ trang thổi kèn bản Bài cuối. Các binh sĩ đảo ngược vũ khí như một dấu hiệu của sự tôn trọng. Một khoảng lặng hai phút để tưởng nhớ các liệt sĩ Ấn Độ được công chiếu trên khắp đất nước lúc 11 giờ sáng. Những người tham gia tổ chức những buổi cầu nguyện tôn giáo và hát tặng các bài hát.

## 23 tháng 3
Lễ kỷ niệm cái chết của Bhagat Singh, Sukhdev Thapar và Shivaram Rajguru vào ngày 23 tháng 3 năm 1931, tại Lahore (Pakistan), được tuyên bố là Ngày Tử đạo.

## 21 tháng 10
- Thông tin thêm: Sự cố đèo Kongka

21 tháng 10 là Ngày Liệt sĩ Cảnh sát (hay Ngày Tưởng niệm Cảnh sát), diễn ra ở các sở cảnh sát trên toàn quốc. Vào ngày này năm 1959, một lực lượng Cảnh sát Dự trữ Trung tâm tuần tra tại biên giới Ấn-Tây Tạng ở Ladakh đã bị lực lượng Trung Quốc phục kích trong cuộc tranh chấp biên giới Trung-Ấn đang diễn ra.

## 17 tháng 11
Bang Odisha tưởng niệm ngày 17 tháng 11, ngày giỗ của Lala Lajpat Rai (1865-1928), "Sư tử của bang Punjab", một nhà lãnh đạo trong cuộc chiến Ấn Độ đòi tự do từ Raj thuộc Anh.

## 19 tháng 11
Sinh nhật của Rani Lakshmibai, ngày 19 tháng 11 năm 1828, nữ hoàng đẳng cấp maratha của vương quốc Jhansi, được coi là Ngày Liệt sĩ trong khu vực, đồng thời tôn vinh những người đã hy sinh trong Khởi nghĩa Ấn Độ 1857, trong đó bà là người lãnh đạo họ.